# 1872
Il 1872 (MDCCCLXXII in numeri romani) è un anno bisestile del XIX secolo.

## Eventi
- Eruzione del Vesuvio che fu la causa di una tempesta di pesci.
- 2 gennaio – Brigham Young viene arrestato per poligamia.
- 20 febbraio – New York: inaugurazione del Metropolitan Museum of Art.
- 1º marzo – Apre negli USA il Parco nazionale di Yellowstone, il parco nazionale più antico del mondo.
- 1º luglio – Viene battezzata con rito luterano la principessa Alice d'Assia-Darmstadt, divenuta poi l'ultima zarina di Russia con il nome di Aleksandra Fëdorovna.
- 5 agosto – A Mornese viene fondata la congregazione delle Figlie di Maria Ausiliatrice
- 2 settembre – A Madonna di Campiglio (TN), viene fondata la Società Alpina del Trentino, successivamente denominata Società Alpinisti Tridentini (SAT).
- 15 ottobre – Italia: Giuseppe Perrucchetti fonda il Corpo degli Alpini
- Nasce la prima Latteria Socio Cooperativa istituita in Italia a Canale d'Agordo dall'arciprete don Antonio Della Lucia.
- Da un'idea del barone Justus Von Liebig per promuovere la commercializzazione del proprio estratto di carne, viene emessa in Francia la prima serie di figurine Liebig: sedici figurine raffiguranti la fabbrica dell'estratto di carne a Fray Bentos, stampate con la tecnica della litografia ed oggi ritenute una vera e propria rarità collezionistica.
- Si gioca la prima finale di FA Cup, vinta dal The Wanderers. È la prima coppa nazionale di calcio assegnata.

## Nati
Ci sono circa 770 voci su persone nate nel 1872; vedi la pagina Nati nel 1872 per un elenco descrittivo o la categoria Nati nel 1872 per un indice alfabetico.

## Morti
Ci sono circa 300 voci su persone morte nel 1872; vedi la pagina Morti nel 1872 per un elenco descrittivo o la categoria Morti nel 1872 per un indice alfabetico.
La serie televisiva I Dalton è ambientata nel 1872

## Calendario
| Calendario 1872 | Calendario 1872 | Calendario 1872 | Calendario 1872 | Calendario 1872 | Calendario 1872 | Calendario 1872 | Calendario 1872 | Calendario 1872 | Calendario 1872 | Calendario 1872 | Calendario 1872 | Calendario 1872 | Calendario 1872 | Calendario 1872 | Calendario 1872 | Calendario 1872 | Calendario 1872 | Calendario 1872 | Calendario 1872 | Calendario 1872 | Calendario 1872 | Calendario 1872 | Calendario 1872 | Calendario 1872 | Calendario 1872 | Calendario 1872 | Calendario 1872 | Calendario 1872 | Calendario 1872 | Calendario 1872 | Calendario 1872 | Calendario 1872 |
| --------------- | --------------- | --------------- | --------------- | --------------- | --------------- | --------------- | --------------- | --------------- | --------------- | --------------- | --------------- | --------------- | --------------- | --------------- | --------------- | --------------- | --------------- | --------------- | --------------- | --------------- | --------------- | --------------- | --------------- | --------------- | --------------- | --------------- | --------------- | --------------- | --------------- | --------------- | --------------- | --------------- |
|                 | 1               | 2               | 3               | 4               | 5               | 6               | 7               | 8               | 9               | 10              | 11              | 12              | 13              | 14              | 15              | 16              | 17              | 18              | 19              | 20              | 21              | 22              | 23              | 24              | 25              | 26              | 27              | 28              | 29              | 30              | 31              |                 |
| Gennaio         | Lu              | Ma              | Me              | Gi              | Ve              | Sa              | Do              | Lu              | Ma              | Me              | Gi              | Ve              | Sa              | Do              | Lu              | Ma              | Me              | Gi              | Ve              | Sa              | Do              | Lu              | Ma              | Me              | Gi              | Ve              | Sa              | Do              | Lu              | Ma              | Me              |                 |
| Febbraio        | Gi              | Ve              | Sa              | Do              | Lu              | Ma              | Me              | Gi              | Ve              | Sa              | Do              | Lu              | Ma              | Me              | Gi              | Ve              | Sa              | Do              | Lu              | Ma              | Me              | Gi              | Ve              | Sa              | Do              | Lu              | Ma              | Me              | Gi              |                 |                 |                 |
| Marzo           | Ve              | Sa              | Do              | Lu              | Ma              | Me              | Gi              | Ve              | Sa              | Do              | Lu              | Ma              | Me              | Gi              | Ve              | Sa              | Do              | Lu              | Ma              | Me              | Gi              | Ve              | Sa              | Do              | Lu              | Ma              | Me              | Gi              | Ve              | Sa              | Do              |                 |
| Aprile          | Lu              | Ma              | Me              | Gi              | Ve              | Sa              | Do              | Lu              | Ma              | Me              | Gi              | Ve              | Sa              | Do              | Lu              | Ma              | Me              | Gi              | Ve              | Sa              | Do              | Lu              | Ma              | Me              | Gi              | Ve              | Sa              | Do              | Lu              | Ma              |                 |                 |
| Maggio          | Me              | Gi              | Ve              | Sa              | Do              | Lu              | Ma              | Me              | Gi              | Ve              | Sa              | Do              | Lu              | Ma              | Me              | Gi              | Ve              | Sa              | Do              | Lu              | Ma              | Me              | Gi              | Ve              | Sa              | Do              | Lu              | Ma              | Me              | Gi              | Ve              |                 |
| Giugno          | Sa              | Do              | Lu              | Ma              | Me              | Gi              | Ve              | Sa              | Do              | Lu              | Ma              | Me              | Gi              | Ve              | Sa              | Do              | Lu              | Ma              | Me              | Gi              | Ve              | Sa              | Do              | Lu              | Ma              | Me              | Gi              | Ve              | Sa              | Do              |                 |                 |
| Luglio          | Lu              | Ma              | Me              | Gi              | Ve              | Sa              | Do              | Lu              | Ma              | Me              | Gi              | Ve              | Sa              | Do              | Lu              | Ma              | Me              | Gi              | Ve              | Sa              | Do              | Lu              | Ma              | Me              | Gi              | Ve              | Sa              | Do              | Lu              | Ma              | Me              |                 |
| Agosto          | Gi              | Ve              | Sa              | Do              | Lu              | Ma              | Me              | Gi              | Ve              | Sa              | Do              | Lu              | Ma              | Me              | Gi              | Ve              | Sa              | Do              | Lu              | Ma              | Me              | Gi              | Ve              | Sa              | Do              | Lu              | Ma              | Me              | Gi              | Ve              | Sa              |                 |
| Settembre       | Do              | Lu              | Ma              | Me              | Gi              | Ve              | Sa              | Do              | Lu              | Ma              | Me              | Gi              | Ve              | Sa              | Do              | Lu              | Ma              | Me              | Gi              | Ve              | Sa              | Do              | Lu              | Ma              | Me              | Gi              | Ve              | Sa              | Do              | Lu              |                 |                 |
| Ottobre         | Ma              | Me              | Gi              | Ve              | Sa              | Do              | Lu              | Ma              | Me              | Gi              | Ve              | Sa              | Do              | Lu              | Ma              | Me              | Gi              | Ve              | Sa              | Do              | Lu              | Ma              | Me              | Gi              | Ve              | Sa              | Do              | Lu              | Ma              | Me              | Gi              |                 |
| Novembre        | Ve              | Sa              | Do              | Lu              | Ma              | Me              | Gi              | Ve              | Sa              | Do              | Lu              | Ma              | Me              | Gi              | Ve              | Sa              | Do              | Lu              | Ma              | Me              | Gi              | Ve              | Sa              | Do              | Lu              | Ma              | Me              | Gi              | Ve              | Sa              |                 |                 |
| Dicembre        | Do              | Lu              | Ma              | Me              | Gi              | Ve              | Sa              | Do              | Lu              | Ma              | Me              | Gi              | Ve              | Sa              | Do              | Lu              | Ma              | Me              | Gi              | Ve              | Sa              | Do              | Lu              | Ma              | Me              | Gi              | Ve              | Sa              | Do              | Lu              | Ma              |                 |